# Petra Schott-Pfeifer
Petra Schott-Pfeifer (geboren 15. März 1963) ist eine deutsche Richterin. Sie war von 2004 bis 2018 Mitglied des Staatsgerichtshofs des Landes Hessen.

## Leben
Die Juristin Schott-Pfeifer wurde am 29. November 1995 zur Richterin am Landgericht Hanau berufen und am 16. August 2006 zur stellvertretenden Direktorin des Amtsgerichts Hanau.
Im September 2011 wurde sie zur Direktorin am Amtsgericht Büdingen ernannt. Sie wechselt dann als Richterin an das Amtsgericht Offenbach am Main und wurde später dort Vizepräsidentin unter Präsident Stefan Mohr.
Am 12. Mai 2004 wurde Schott-Pfeifer vom Wahlausschuss zur 1. Stellvertreterin des richterlichen Mitglieds am Staatsgerichtshof des Landes Hessen gewählt. 2011 wurde sie bis 2018 wiedergewählt.
Schott-Pfeifer ist CDU-Mitglied, stellvertretende Vorsitzende der CDU Gelnhausen und Beisitzerin im Vorstand der CDU Main-Kinzig. Sie ist Mitglied der Stadtverordnetenversammlung Gelnhausen. Dort engagiert sie sich außerdem als stellvertretende Fraktionsvorsitzende und Mitglied im Sozial- und Kulturausschuss. Seit dem 1. August 2024 ist sie Vorsitzende Richterin am Oberlandesgericht. Sie hat den Vorsitz des 30. Zivilsenats inne, der für Verkehrsunfallsachen und Kostenbeschwerden zuständig ist. Seit Januar 2025 ist sie zudem Mitglied des Kreistags des Main-Kinzig-Kreises.